# Klassiek ballet

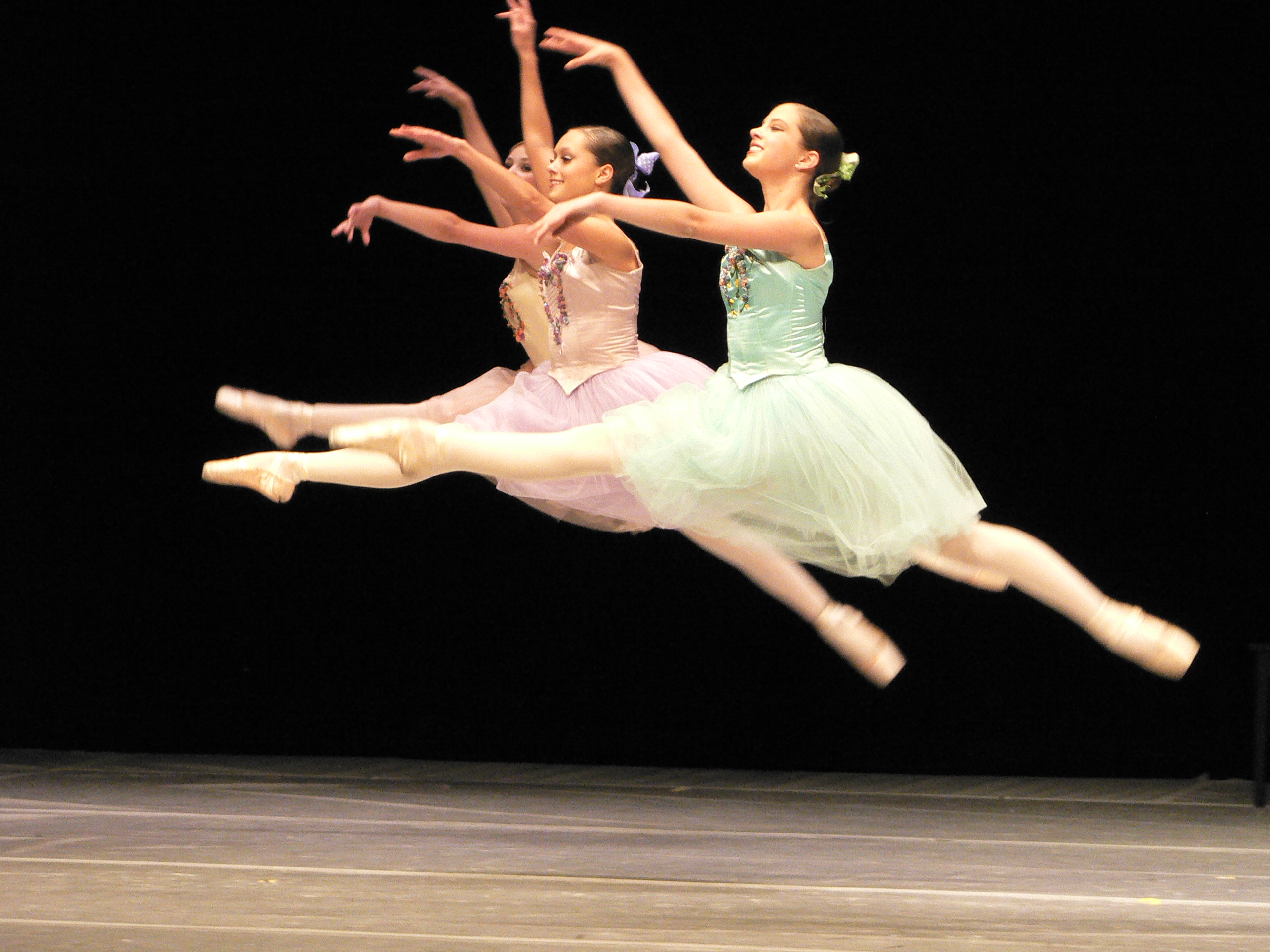
Drie ballerina's voeren een grand jeté uit

Klassiek ballet is de oudste vorm van ballet. Het ontstond in Italië en werd beroemd door koning Lodewijk XIV die veel feesten gaf en een liefhebber van dansen was. In 1661 werd de eerste balletacademie opgericht door koning Lodewijk XIV. Vroeger dansten de hofmannen op feesten om de mensen te vermaken.

## Achtergrond
Ballet is ontstaan in de 16e eeuw in Italië. Het woord "ballet" is via het Frans afgeleid van het Italiaanse woord balletto, verkleinwoord van ballo, dat 'danskunst' betekent. Catharina de' Medici bracht het ballet van Italië naar Frankrijk. Een van de eerste balletten was het Ballet comique de la reine. Het werd uitgevoerd op een bruiloftsfeest op 15 oktober 1581 en bestond uit een mengeling van voordracht, zang en dans. De uitvoering duurde zes uur.
Ballet is naast een kunstvorm ook de term voor een specifiek dansstuk. Veel klassieke balletten bevatten naast dans op muziek (vaak uitgevoerd door een orkest, soms met zang) ook pantomime. Ballet kan op zichzelf worden opgevoerd of als deel van een opera.
Klassiek ballet is het meest bekend door zijn pointes, grand pas de deux en het "hoog met de benen zwaaien". Veel van de ballettechnieken gelijken op die van het schermen (zoals de positie van de voeten) omdat ballet en schermen rond dezelfde periode ontwikkeld werden of omdat men voor beiden een goed gevoel van evenwicht en beweging nodig heeft. Men zegt dat Domenico da Piacenza de eerste was die de term ballo gebruikte in plaats van danza (dans) voor zijn baletti die later bekend werd als zijn Ballets. De echte eerste balletopvoering was waarschijnlijk die van Balthasar de Beaujoyeulx in Ballet comique de la reine (1581). In 1581 schreef Fabritio Caroso Il Ballarino, een handleiding voor de ballettechnieken waardoor Italië gezien werd als een groot centrum op het gebied van balletontwikkeling.

## Geschiedenis
Het ballet heeft zijn wortels in de renaissance-hofschouwspelen van Italië, maar werd verder ontwikkeld door het Franse ballet de cour, die bestond uit sociale dansen opgevoerd door de adel met muziek, toespraken, gedichten, liederen en spektakel, met aandacht voor decor en kostuum. Het ballet ontwikkelde zich meer als een afzonderlijke kunstvorm in Frankrijk tijdens de heerschappij van Lodewijk XIV, die hartstochtelijk bezig was met dans en vastbesloten om de daling in interesse ervoor, tijdens de 17de eeuw, te doen keren. De koning richtte de Académie royale de danse op in 1661 – hetzelfde jaar waarin het eerste ballet, dat door Jean-Baptiste Lully werd gecomponeerd, werd uitgevoerd. Deze vroege vorm bestond uit een stuk waarin de scènes door dansen werden gescheiden. Lully hield zich ook bezig met het trainen van professionele dansers in de Académie Royale de Musique, waar de instructie gebaseerd was op nobele houding en manieren.
De 18de eeuw was een periode van enorme vorderingen in de technieken van het ballet en ook de periode waar ballet een serieuze dramatische kunstvorm werd samen met de opera. Centraal aan deze vooruitgang was het fundamentele werk van Jean-Georges Noverre, Lettres sur la danse et les ballets (1760), dat zich toespitste op de ontwikkelen van het ballet d'action, waarin de bewegingen van de dansers ontworpen werden om karakter uit te drukken en het verhaal verder uit te beelden. De hervormingen werden ook gemaakt in compositie door componisten zoals Christoph Glück.
Tot slot werd ballet verdeeld in drie groepen: sérieux, demi-caractère en comique. Ballet werd ook gebruikt in opera's als onderbrekingen voor de verschillende scènes.
De 19de eeuw was een periode van grote sociale verandering, die in het ballet weerspiegeld werd door een verschuiving weg van de adel die vroeger het ballet had overheerst. Ballerina's zoals Marie Taglioni en Fanny Elssler introduceerden nieuwe technieken zoals de pointtechnieken waardoor hun bekendheid toe nam. Professionele librettisten verwerkten verhalen tot in balletvoorstellingen en leraren zoals Carlo Blasis legden de techniek in de basisvorm vast die vandaag nog wordt gebruikt. De populariteit van het ballet begon na 1850 in de meeste delen van de westerse wereld af te nemen, maar bleef essentieel in Denemarken en, vooral, in Rusland dankzij meesters zoals Augustus Bournonville, Jules Perrot (hij maakte o.a. Giselle) en Marius Petipa (choreografeerde of produceerde o.a. het Zwanenmeer, Coppélia en de Notenkraker). Russische dansgezelschappen ondernamen na de Tweede Wereldoorlog veelvoudige reizen over de hele wereld waardoor het klassieke ballet weer populair werd. Het is een van de best bewaarde dansen in de wereld.

## Kleding

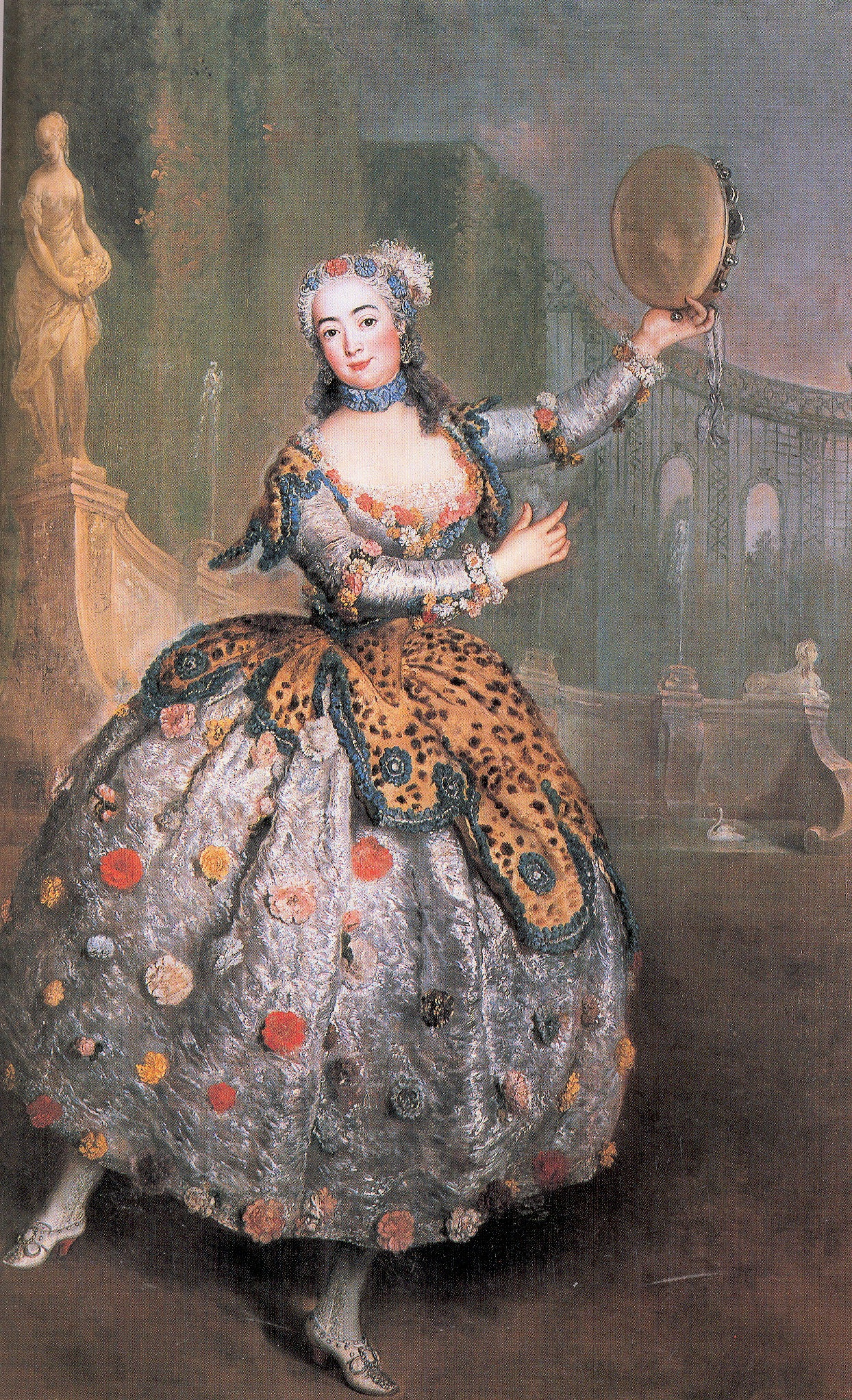
De beroemde danseres La Barbarina, geschilderd door Antoine Pesne

Meestal dragen de meisjes (vrouwen) op ballet een balletpakje, roze panty, soms een  tailleband en soms een tule rokje. Een tailleband is een elastieken band die op hoogte van de taille zit. Daarmee kan een balletdanser kijken of hij/zij recht staat en om te zorgen dat men de buikspieren blijft aanspannen. Vaak dragen meisjes zwarte of roze leren/stoffen balletschoenen.
Jongens vanaf ongeveer 12 jaar dragen een dancebelt.
Tegenwoordig zijn ook een soort zwempakken in trek bij de professionals.
Ook heb je spitzen waarbij je op je teen kunt staan. Bij de voorvoet en de tenen is de schoen versterkt met geperst papier of papier maché, waardoor je op de punt van je tenen kunt staan. Veel dansers gebruiken een beschermkapje van wol of siliconen om de voeten te beschermen tijdens het dansen. De meisjes dragen meestal tijdens het optreden een tutu die is gemaakt van tule.

## Voetposities
Het klassiek ballet kent de volgende posities:
- 1e positie - de hielen tegen elkaar terwijl de benen (en dus ook de voeten) zijn uitgedraaid.
- 2e positie - de 1e positie, waarbij men naar buiten schuift (zodat er ongeveer 1 voet tussen zou kunnen)
- 3e positie - de balletdanser schuift de ene hiel in de wreef van de andere voet, hierbij zijn beide benen  even ver uitgedraaid.
- 4e positie - de balletdanser doet de 5e positie en schuift 20 cm naar voren
- 5e positie - voorste voet sluit de balletdanser aan de achterste. Beiden voeten staan soms parallel aan elkaar, de enige juiste 5e positie is deze positie wanneer de balletdanser zich niet forceert.
- 6e positie - hierbij staan de voeten parallel (naast elkaar) tegen elkaar aan geplaatst.

Meestal wordt de derde positie alleen gebruikt bij de wat jongere ballerina's en wordt het bij de wat oudere overgeslagen en doet men direct de 5de positie.
De derde positie wordt wel veel gebruikt in de folkloristische dans.
De schuine stand van de voeten (bij alle posities behalve parallel) maakt het mogelijk om zeer snel naar voren of opzij te stappen/springen.
Professionele dansers zijn in de les bijna altijd vrijwel 180 graden uitgedraaid. Veel strenge balletleraren leren studenten om de uitdraai toch een beetje te forceren.

## Opbouw van de les
Tijdens de Franse lessen wordt er meestal begonnen met opwarmingen op de grond, gevolgd door opwarmingen aan de barre (dit is vaak een houten stok, waar bij men bij de oefeningen steun aan hebt, deze is bevestigd aan de muur, of staat op voetstukken). Aan de barre worden vooral de voet- kuit- en beenspieren getraind om blessures te voorkomen. Tijdens de Russische balletlessen wordt er begonnen met een opwarming aan de barre gevolgd door opwarmingen op de grond. Enkele voorbeelden van oefeningen aan de barre zijn:
- pliés (knie-buigingen)
- relevé, op de tenen staan, balans houden
- port de bras, "dragen van de armen" (arm-houdingen), samen met hoofd- en bovenlichaam
- cambré, vloeiende buigingen van het bovenlichaam samen met armbewegingen
- tendu, tendu's (voet gestrekt uitstrekken op de maat van de muziek, de grote teen blijft op de grond)
- rond de jambe (cirkels van gestrekt been met 1 voet aan de grond of los van de grond)
- richtingen in de ruimte, en avant, en arrière, à la seconde, effacée, croisé, écarté
- fondue (betekent "smelten", bewegingen waarbij twee benen tegelijkertijd buigen of strekken)
- passé, één been gebogen optrekken waarbij de teen in de knieholte zit
- sur le cou de pied, één voet laag optrekken tegen andere voet, om enkel heen
- frappé (slaan, kloppen) snelle, felle beweging van been, uitvouwen en weer in
- serré, zeer snelle schud-beweging van één voet tegen de enkel
- développé, langzaam en hoog één been uitvouwen
- arabesque, één been gestrekt achter in de lucht houden
- arabesque penchée, been achter hoog in de lucht waarbij het bovenlichaam een beetje naar voren buigt
- attitude, één been ruim gebogen omhoog houden
- grand battement, krachtig één been gestrekt opgooien
- pied à la main, voet in de hand, been rekken met de voet vast van het werk-been
- spagaat, één been voor, één been achter, benen rekken, waarbij men op de grond zit, benen in hoek van 180 graden

Hierna volgen in de zaal, los van de barre, snelle en langzame combinaties van passen, met de namen allégro (snel), adagio (langzaam) en op de diagonaal bijvoorbeeld snel draaien en springen.
Enkele namen van passen zijn:
- temps lié
- pas de basque
- balancé,glissade
- changement
- chassé
- pas de chat
- contretemps
- pas de bourrée
- échappé
- jeté
- assemblé
- pirouette
- fouetté
- piqué
- déboulé
- cabriole
- couru
- grand jeté
- Plié

## Spot
Als balletdansers/danseressen een pirouette draaien, bewegen ze hun hoofd snel in het rond. Daarbij gebruiken ze een spot: dit is een plek (bijvoorbeeld in het decor) waar ze zich op concentreren terwijl ze draaien. Hierdoor wordt men niet duizelig. Ze blijven net zo lang naar het punt staren als ze kunnen, tot hun lichaam het niet meer toelaat. Dan draaien ze hun hoofd snel de andere kant op en concentreren ze zich weer op de spot.